# قشلاق حاج تومار حاج جمشید شهبازی
قشلاق حاج تومار حاج جمشید شهبازی یک منطقهٔ مسکونی در ایران است که در بخش اسلام‌آباد واقع شده‌است. قشلاق حاج تومار حاج جمشید شهبازی ۱۶۹ نفر جمعیت دارد.